# Get a Clue
Get a Clue is een Disney Channel Original Movie uit 2002 onder regie van Maggie Greenwald.

## Verhaal
Lexy Gold is een jonge en rijke tiener. Ze wil, net zoals haar vader, dolgraag een succesvolle journalist worden. Ze baalt er dan ook van dat haar stukken voor de schoolkrant nooit uitdagend mogen zijn. Als een leraar vermist wordt, gaat ze stiekem met haar vrienden op onderzoek uit in de hoop een goed verhaal te krijgen.

## Rolverdeling
| Acteur              | Personage                                 |
| ------------------- | ----------------------------------------- |
| Lindsay Lohan       | Lexy Gold                                 |
| David Collins       | Henry Gold                                |
| Bug Hall            | Jack Downey                               |
| Brenda Song         | Jennifer                                  |
| Jonathan Lipnicki   | George                                    |
| Ian Gomez           | Orlando Walker                            |
| Amanda Plummer      | Gertrude Dawson                           |
| Ali Mukaddam        | Gabe                                      |
| Charles Shaughnessy | Detective Charles Meaney/Falco Grandville |
| Kim Roberts         | Mevrouw Stern                             |
| Dan Lett            | Frank                                     |

## Trivia
- In 2005 kreeg deze film de tweede plaats in de Top 5 Meest Populaire Disney Channel Original Movies.